# Joes Apartment – Das große Krabbeln
Joes Apartment – Das große Krabbeln ist eine US-amerikanische Filmkomödie von John Payson aus dem Jahr 1996. Sie ist eine Neuverfilmung eines Kurzfilms, der 1992 für MTV produziert wurde.

## Handlung
Joe absolviert das College. Er zieht aus einer Provinzstadt in Iowa nach New York. Dort mietet er eine Wohnung und entdeckt, dass in der Wohnung sprechende Kakerlaken leben. Die Tiere helfen ihm im Kampf gegen Immobilienspekulanten, die Senator Dougherty anführt, und für die Gefühle von Lily, der Tochter des Senators.

## Kritiken
- Andy Seiler schrieb in der USA Today, der Film sei „desaströs“.[1]

- Roger Ebert (Chicago Sun-Times, 2. August 1996) schrieb, die Handlung beinhalte Elemente aus den anderen Komödien, die in Manhattan spielen. Die Idee eigne sich besser für einen Kurzfilm.[2]

- James Berardinelli (movie-reviews.net) schrieb, die Geschichte würde nicht mal für einen halb so langen Film wie diesen reichen. Die Figur des Joe gehöre zu den am wenigsten interessanten Figuren in den Filmen des Jahres.[3]

## Auszeichnungen
Der Film gewann 1997 für die Spezialeffekte den World Animation Celebration Award.

## Sonstiges
Die Komödie wurde in New York und in Newark, New Jersey gedreht. Sie kostete etwa 13 Millionen US-Dollar.
In einer Folge der Serie Without a Trace – Spurlos verschwunden spielt Jerry O’Connell einen Paranoid-Schizophrenen namens Joe. In einer Szene wird erwähnt, in seinem Apartment gebe es ein Problem mit Kakerlaken. (s02e12: Fremde Stimmen/Hawks and Handsaws, 2004)
In der Szene, in der Joe in das heruntergekommene Apartment einzieht, hängt er Poster von Led Zeppelin, Primus (das Cover des Albums Pork Soda von 1993) und Sonic Youth an die Wände. Unter den Postern befindet sich ein gemeinsames Konzertplakat von Soundgarden und Pearl Jam, gestaltet von dem Siebdruck-Künstler Frank Kozik, auf dem eine junge dunkelhaarige Frau mit geschlossenen Augen und gehobenen Armen zu sehen ist. Außerdem trägt Joe eine Baseballmütze von White Zombie und T-Shirts von AC/DC und Obituary (mit dem Cover des Albums Cause of Death als Brustaufdruck).
Die amerikanische Punk-Blues-Band Boss Hog mit dem Musiker-Ehepaar Cristina Martinez am Gesang und Jon Spencer an der E-Gitarre hat in dem Film einen kurzen Gastauftritt in Form eines Live-Konzerts in einem urbanen Rockclub. In dieser Szene sieht man zudem den Solomusiker Moby als DJ.